# Прапор Львівської області
Пра́пор Льві́вської о́бласті є символом, що відображає історію й традиції області. Він затверджений 27 лютого 2001 року рішенням Львівської обласної ради.

## Опис
Прапор області являє собою прямокутне полотнище із співвідношенням сторін 2:3 синього кольору, в центрі якого зображення герба області — коронований лев жовтого (золотого) кольору без скелі. Висота лева — 3/4 ширини прапора, відстань від горішнього й нижнього краю полотнища — по 1/8 ширини прапора. Прапор односторонній, зворотна сторона — дзеркальне відображення.
Еталонний зразок прапора області зберігається в кабінеті голови обласної ради.